# Siegfried Marck
Siegfried Marck (né le 9 mars 1889 à Breslau, mort le 16 février 1957 à Chicago) est un philosophe allemand.

## Biographie
Siegfried Marck vient d'une famille de la grande bourgeoisie qui appartient à la Bildungsbürgertum (de) et de tendance libérale, patriotique et nationale. L'arrière-grand-père a profité des libertés et des droits civils accordés aux Juifs et fondé une banque qui a donné la fortune à la famille. Le grand-père et le père étudient le droit puis lancent un cabinet d'avocats ; ils ne peuvent pas entrer dans la fonction publique car ils n'ont pas reçu le baptême chrétien. Ils ont aussi des œuvres de bienfaisance et s'impliquent, comme sa mère, dans la vie de la communauté juive de Breslau.
Siegfried Marck a son abitur au lycée Jean de Breslau (de) et étudie le droit à l'université. Après un semestre, il va continuer ses études à Genève, mais il n'aime pas le droit. Il se tourne vers la philosophie et retourne à Breslau puis étudie à Berlin et Fribourg. Après un doctorat en 1911, il épouse Lola Landau (de). Il devient professeur universitaire à 28 ans. La même année, il est affecté sur le front occidental de la Première Guerre mondiale. Son expérience de la guerre la poussera vers le pacifisme et à s'inscrire au SPD.
En 1922, il reçoit à l'université de Breslau un poste d'enseignant de philosophie du droit et politique.
Quand les nazis prennent le pouvoir et expulsent les Juifs et les socialistes, Siegfried Marck va d'abord à Fribourg, où il croit la répression moins forte que sous la conduite d'Edmund Heines, puis s'exile en France puis, quand ce pays est envahi en 1940, aux États-Unis.
Il devient professeur de philosophie au Central YMCA College à Chicago.

### Source de la traduction
- (de) Cet article est partiellement ou en totalité issu de l’article de Wikipédia en allemand intitulé « Siegfried Marck » (voir la liste des auteurs).